# لاندولف الخامس من بينيفينتو
لاندولف الخامس (توفي سبتمبر 1033) كان أميرًا على بينيفنتو من مايو 987، عندما ارتبط اسمه لأول مرة بوالده باندولف الثاني حتى وفاته. كما كان الأمير الأكبر من وفاة والده في 1014.